# 小田切ほたるイラスト集 裏切りは僕の名前を知っている
『小田切ほたるイラスト集 裏切りは僕の名前を知っている』（おだぎりほたるイラストしゅう うらぎりはぼくのなまえをしっている）は、小田切ほたる初の画集である。漫画作品『裏切りは僕の名前を知っている』のカラーイラストに完全収録。2011年3月28日に角川グループパブリッシングから発売。

## 豪華BOX仕様
1. カバーイラスト描き下ろし
2. ポケットカード70枚
3. ドラマCD（小田切ほたる先生書き下ろしシナリオ）